# Eulaira obscura
Eulaira obscura är en spindelart som beskrevs av Chamberlin och Ivie 1945. Eulaira obscura ingår i släktet Eulaira och familjen täckvävarspindlar. Inga underarter finns listade i Catalogue of Life.